# Aftershock (película de 2012)
Aftershock es una película de horror y suspenso estadounidense, dirigida por Nicolás López y protagonizada por Eli Roth, Andrea Osvárt, Ariel Levy, Nicolás Martínez, Lorenza Izzo, y Natasha Yarovenko. El guion fue escrito por López, Roth y Guillermo Amoedo, basado en una historia original de Roth y López. El filme, aunque ficcional, se basa en hechos reales del terremoto de Chile de 2010. Fue filmada en Chile, en muchos de los mismos lugares donde la destrucción tuvo lugar. La idea surgió de una conversación entre Roth y López, donde López describió los horrores no solo del terremoto, sino del completo caos y del colapso temporal de la sociedad en las horas siguientes.

## Trama
Un grupo de seis jóvenes de distintos países (Chile, Estados Unidos, Rusia y Hungría) se reúne en Chile para disfrutar de unas vacaciones, tras haberse conocido en una discoteca. Durante una de sus excursiones a la ciudad de Valparaíso, se encuentran en otra discoteca cuando un terremoto sacude la ciudad, sumiéndola en el caos total.
El sismo provoca que algunos presos se escapen de una cárcel cercana, desatando aún más desorden. Esta situación de emergencia rápidamente se convierte en una tragedia.

## Reparto
- Andrea Osvárt como Mónica.
- Lorenza Izzo como Kylie.
- Nicolás Martínez como Pollo.
- Eli Roth como John el Gringo.
- Natasha Yarovenko como Irina.
- Marcial Tagle como Juan Carlos.
- Ariel Levy como Ariel.
- Gabriela Hernández como Mujer de la limpieza.
- Dayana Amigo como Carmen.
- Selena Gomez como Chica vip.
- Edgardo Bruna como Operario gruñón.
- Paz Bascuñán como Mujer embarazada.
- Ramón Llao como Ramón.
- Matías López como Marito.
- Patricio Strahovsky como Sacerdote.
- Álvaro López como Jesús.
- Eduardo Domínguez como Russell Dazzle.
- Cristina Pascual como Mujer bondadosa.